# Adil Karaismailoğlu

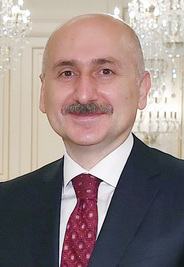
Adil Karaismailoğlu

Adil Karaismailoğlu (* 19. Mai 1969 in Trabzon) ist ein türkischer Maschinenbauingenieur und war zwischen März 2020 und Juni 2023 Transport- und Infrastrukturminister der Türkei.

## Leben
Karaismailoğlu studierte nach seiner Schulausbildung in Trabzon Maschinenbau an der Karadeniz Teknik Üniversitesi, seinen Master erlangte er an der privaten Bahçeşehir Üniversitesi in Istanbul. Ab 1995 war er bei der Transportkoordination der Stadt Istanbul angestellt und wechselte drei Jahre später zum Istanbuler Nahverkehrsunternehmen İETT, wo er zunächst als Ingenieur und später auch in höheren Führungspositionen tätig war. 2002 wurde er stellvertretender Leiter in den Bereichen Stellwerk und Verkehrstelematik der Stadtgemeinde Istanbul. Sieben Jahre später ernannte man Karaismailoğlu zum Leiter der Transportkoordination und 2014 des gesamten Transportwesens der Stadt. Ab 2016 arbeitete er bei der staatlichen Wohnungsbaubehörde TOKİ und ab 2018 als Assistent des Generalsekretärs des Istanbuler Bürgermeisters. Von letzterem Amt trat Karaismailoğlu zurück, als Ekrem İmamoğlu im Juli 2019 (erneut) zum Bürgermeister der Stadt gewählt wurde. Am 20. September 2019 wurde er als stellvertretender Minister für Transport und Infrastruktur vorgestellt. Im März des darauf folgenden Jahres ersetzte er Mehmet Cahit Turhan in diesem Amt.
Er ist verheiratet und Vater zweier Kinder.